# Listonoh americký

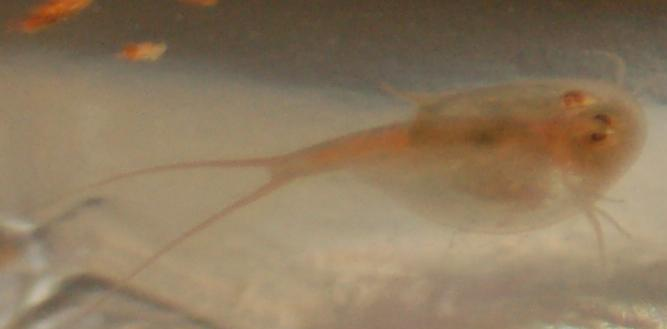
Mládě Listonoha amerického, cca 2 cm

Listonoh americký (Triops longicaudatus) je až 50 mm dlouhý korýš s tělem chráněným hnědým až hnědožlutě zbarveným krunýřem (někdy vybarvený i pestřeji), tvarem poněkud připomínající trilobita. Kůži, kterou je opatřen, musí v prvních týdnech svého života velmi často a později už jen občas svlékat, kvůli růstu těla. Pokud listonoha chováte, budete proto takovéto zbytky na dně nacházet. Na hlavě má tři oči, z nichž jedno reaguje na světlo a pomáhá listonohovi pohybovat se za světlem. Listonoh se pohybuje pomocí 142 nohou (také jimi dýchá) a dlouhého ocasu rozděleného do vidlice. Listonohové jsou blízce příbuzní krabů a krevet (přibližně i podle tvaru těla). Je všežravec. Pokud ho chováte v akváriu, můžete ho krmit krmením pro rybičky nebo jemně nastrouhanou mrkví či jablky. Všechna potrava ovšem musí být řádně rozdrcena. Listonoh se chová pro užitek jako návnada pro ryby.

## Výskyt
V přírodě žije listonoh v malých vodních nádržích s čerstvou, klidnou vodou, které nejsou příliš hluboké a obsahují teplou vodu. (Někdy však žijí i v bahnité či hluboce zakalené vodě.) Volně plavou, ale často klesají a ponořují se na dno nádrže, kde později nakladou vejce. Jsou výbornými a rychlými plavci. Pokud chcete chovat listonoha doma v akváriu (jako ostatní rybičky), musí mít voda teplotu cca 20 °C až 28 °C. Přežije však i vodu pod 20 °C, ale není to nejlepší. Průměrně se, při ideálních teplotách a dostatečném krmení, může listonoh dožít až 3 měsíců.

## Historie druhu
Listonohové se na Zemi poprvé objevili před cca 200 miliony lety, v době druhohor, v době plazů a dinosaurů (je to jeden z nejstarších živočichů dosud žijících na Zemi) a řadí se mezi tzv. živoucí fosilie. Žijí téměř na všech kontinentech v odlišných velikostech a barvách. Jen ne už v tak hojném počtu jako tomu bylo předtím. Mezi druhy listonohů žijících u nás můžeme zařadit např. listonoha letního nebo listonoha jarního. Listonoh letní je na rozdíl od listonoha amerického až přes 10 cm dlouhý a kriticky ohrožený (u nás). Proto se místa výskytu listonoha letního příliš neuvádí.

## Rozmnožování
Rozmnožuje se pohlavně, jako hermafrodit i parthenogenezí. Korýš se líhne z vajíček, která se zalijí čistou (pramenitou) vodou a do 2 - 4 dnů se vylíhnou malí jedinci, kteří velmi rychle vyrostou. Přibližně za 9 dní jsou schopni rozmnožování. Listonoh svá vajíčka nosí pod krunýřem u nožiček.
Vajíčka listonoha vydrží mráz i sucho po dobu delší než 30 let. Stádium, kdy vajíčka nedotčená někde leží, se nazývá diapauza (viz článek).